# Palaja

Palaja este o comună în departamentul Aude din sudul Franței. În 1 ianuarie 2022 avea o populație de 2.692 de locuitori.